# Parafia św. Jana Chrzciciela w Angoon
Parafia św. Jana Chrzciciela – parafia prawosławna w Angoon, jedna z pięciu parafii tworzących dekanat Sitka diecezji Alaski Kościoła Prawosławnego w Ameryce. Działa od 1929.